# ARKIVOC
ARKIVOC é uma revista científica revisada por pares, publicada desde o ano 2000 pela ARKAT EUA. Esta publicação de acesso livre publica artigos na área de química orgânica. O fator de impacto da publicação é 1,165 (2014).